# Bourg-Royal
Bourg-Royal est un des 35 quartiers de la ville de Québec, et un des six qui sont situés dans l'arrondissement Charlesbourg. Le centre du quartier s'articule autour d'un trait-carré.

## Géographie
Le quartier est délimité par une zone agricole (à l'est et au sud), le boulevard du Loiret (à l'ouest) et le mont Reine-Malouin (au nord).
Il est traversé du nord au sud par l'avenue du Bourg-Royal et d'est en ouest par le boulevard Louis-XIV et le chemin de Château Bigot. Le quartier a pour particularité de s'articuler autour d'un trait-carré, à l'exception de deux secteurs au nord : Château-Bigot et Bourg-la-Reine. Le territoire est occupé de façon variée : agriculture (au sud), résidentiel (au centre) et forêt (au nord).
Son relief augmente progressivement du sud au nord, passant de 80 m à 200 m. Le quartier est surplombé au nord par le mont Reine-Malouin (335 m). On y retrouve deux rivières : le ruisseau du Moulin (au sud) et la rivière des Commissaires (au nord).

## Histoire

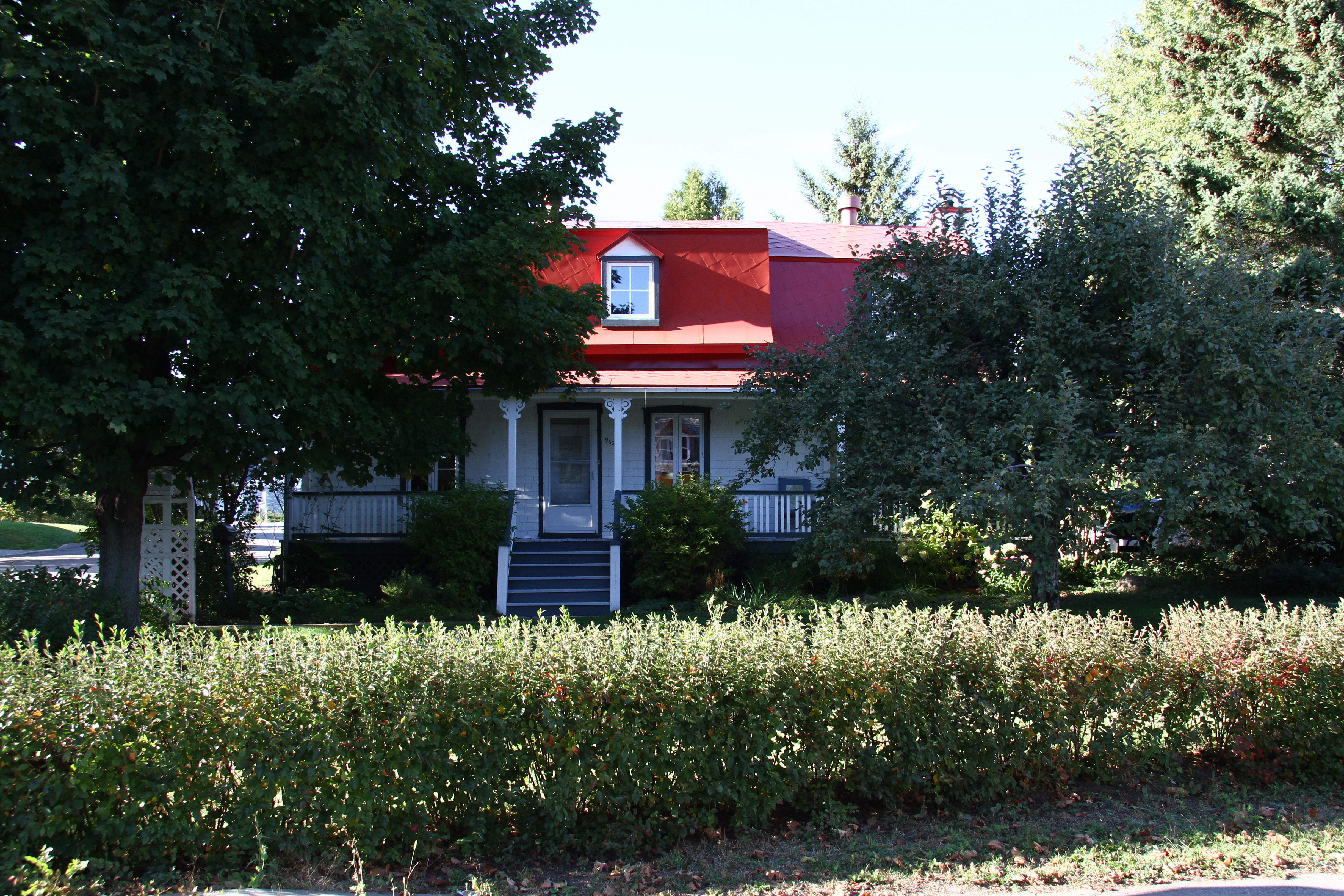
Maison ancienne sur le carré de Tracy Est

En 1626, le territoire est inclus dans la seigneurie de Notre-Dame-des-Anges. En 1667, l'intendant Jean Talon en exproprie les propriétaires jésuites d'une partie de leur terre entre Charlesbourg et Beauport. Cette décision appuyée par le ministre Jean-Baptiste Colbert. Il décide d'y aménager un village en étoile, à l'image du plan radian du Trait-Carré de Charlesbourg. Cette disposition est rare en Nouvelle-France, la majorité des terres formant plutôt de longues bandes perpendiculaires au fleuve Saint-Laurent. En plus du Bourg-Royal (en étoile), le projet de Talon inclut une annexe du nom de Bourg-la-Reine au nord. En 1671, le territoire est rattaché à la seigneurie des Islets, propriété personnelle de Talon. En 1674, le Bourg-Royal compte 29 terres contre 6 pour le Bourg-la-Reine. Au fil du temps, le territoire reste essentiellement boisé au nord et agricole au sud. Seule la commune du Bourg-Royal se développe un peu. L'urbanisation du secteur est très récent. Il faut attendre jusqu'aux années 1970 avant d'apercevoir une première véritable vague de densification résidentielle. Le quartier représente les limites de l'ancienne municipalité de Charlesbourg-Est qui existe de 1927 à 1975. Le quartier continue de s'étaler jusque dans les années 2010. Ses rues ont la particularité de suivre le plan radian initial. Elles convergent vers le Carré de Tracy, lequel est traversé par l'avenue du Bourg-Royal.

## Portrait du quartier

### Artères principales
- Avenue du Bourg-Royal
- Boulevard Louis-XIV

### Parcs, espaces verts et loisirs
- Parc de la Montagne-des-Roches
- Parc du Bourg-Royal
- Parc Saint-Viateur
- Parc des Émeraudes

### Édifices religieux
- Institut Séculier Pie X

### Lieux d'enseignement
- Externat Saint-Jean-Eudes
- École secondaire des Sentiers
- École primaire du Bourg-Royal

## Démographie
Lors du recensement de 2016, le portrait démographique du quartier était le suivant :
- sa population représentait 17,1 % de celle de l'arrondissement et 2,6 % de celle de la ville.
- l'âge moyen était de 42,3 ans tandis que celui à l'échelle de la ville était de 43,2 ans.
- 74,5 % des habitants étaient propriétaires et 25,5 % locataires.
- Taux d'activité de 65,6 % et taux de chômage de 3,6 %.
- Revenu moyen brut des 15 ans et plus : 47 845 $.

| 1996  | 2001   | 2006   | 2011   | 2016   | 2021   |
| ----- | ------ | ------ | ------ | ------ | ------ |
| 9 950 | 10 030 | 11 400 | 13 170 | 13 840 | 13 820 |